# Iniistius verrens
Iniistius verrens là một loài cá biển thuộc chi Iniistius trong họ Cá bàng chài. Loài cá này được mô tả lần đầu tiên vào năm 1902.

## Từ nguyên
Từ định danh của loài cá này trong tiếng Latinh có nghĩa là "quét; kéo lê", hàm ý đề cập đến những tia vây bụng vươn dài, có thể chạm đến vây hậu môn.

## Phạm vi phân bố và môi trường sống
I. verrens có phạm vi phân bố ở Tây Thái Bình Dương. Loài này được ghi nhận từ vùng biển phía nam Nhật Bản, trải dài xuống đảo Đài Loan và bờ biển Hồng Kông. Ngoài ra, một mẫu vật của I. verrens đã được thu thập ở Huế (Việt Nam) tại một chợ cá, cho thấy phạm vi của loài này mở rộng thêm về phía nam.
I. verrens sống ở độ sâu đến ít nhất là 12 m. Đây là một loài hải sản có giá trị ở Việt Nam và những nơi khác trong phạm vi của chúng.

## Mô tả
Trán dốc và cứng chắc là điểm đặc trưng của hầu hết các loài thuộc chi Iniistius. Điều này giúp chúng có thể dễ dàng đào hang dưới cát bằng đầu của mình. I. verrens có vây bụng vươn dài.